# آنا لوس
آنا لوس (بالألمانية: Anna Loos )‏ (و. 1970  م) هي مغنية، وممثلة أفلام من ألمانيا، وألمانيا الشرقية، ولدت في براندنبورغ آن در هافل.

## جوائز
حصلت على جوائز منها:
- وسام الاستحقاق لبادن-فورتمبيرغ (1 أكتوبر 2018).[8]

## وصلات خارجية
- آنا لوس على موقع IMDb (الإنجليزية)
- آنا لوس على موقع ميتاكريتيك (الإنجليزية)
- آنا لوس على موقع روتن توميتوز (الإنجليزية)
- آنا لوس على موقع مونزينجر (الألمانية)
- آنا لوس على موقع ألو سيني (الفرنسية)
- آنا لوس على موقع ميوزك برينز (الإنجليزية)
- آنا لوس على موقع أول موفي (الإنجليزية)
- آنا لوس على موقع قاعدة بيانات الأفلام السويدية (السويدية)
- آنا لوس على موقع أول ميوزيك (الإنجليزية)
- آنا لوس على موقع ديسكوغز (الإنجليزية)